# Чемпіонат націй КОНКАКАФ 1989
Чемпіонат націй КОНКАКАФ 1989 (ісп. Campeonato de Naciones de CONCACAF 1989) — 10-й розіграш чемпіонату націй КОНКАКАФ, організований КОНКАКАФ, що відбувся з 19 березня по 19 листопада 1985 року.
Турнір став останнім, що виконував також функції відбіркового турніру чемпіонату світу в північноамериканській континентальної зоні і не мав країни-господарки. КОНКАКАФ було виділено 2 путівки (з 24) на чемпіонат світу. Коста-Рика завоювала свій третій титул чемпіона КОНКАКАФ і свою першу путівку до фінального турніру чемпіонату світу. США також несподівано отримали путівку, обігравши у вирішальному матчі в Порт-оф-Спейн Тринідад і Тобаго.

## Кваліфікація
16 країн з КОНКАКАФ подали заявки на участь. Однак ФІФА відкинула Беліз через його заборгованості перед ФІФА. Інші 15 збірних розігрували 5 місць у фінальній стадії турніру. Вже під час відбору Мексика була дискваліфікована за використання не відповідного за віком гравця в юнацькому турнірі, тому її суперник по двобою збірна Коста-Рика вийшла у фінальний турнір автоматично.

## Результати
| Команда           | М | В | Н | П | ГЗ | ГП | РГ | О  |
| ----------------- | - | - | - | - | -- | -- | -- | -- |
| Коста-Рика        | 8 | 5 | 1 | 2 | 10 | 6  | +4 | 11 |
| США               | 8 | 4 | 3 | 1 | 6  | 3  | +3 | 11 |
| Тринідад і Тобаго | 8 | 3 | 3 | 2 | 7  | 5  | +2 | 9  |
| Гватемала         | 6 | 1 | 1 | 4 | 4  | 7  | −3 | 3  |
| Сальвадор         | 6 | 0 | 2 | 4 | 2  | 8  | −6 | 2  |

|                   | Коста-Рика | Сальвадор | Гватемала | Тринідад і Тобаго | США |
| ----------------- | ---------- | --------- | --------- | ----------------- | --- |
| Коста-Рика        | –          | 1–0       | 2–1       | 1–0               | 1–0 |
| Сальвадор         | 2–4        | –         | X–X       | 0–0               | 0–1 |
| Гватемала         | 1–0        | X–X       | –         | 0–1               | 0–0 |
| Тринідад і Тобаго | 1–1        | 2–0       | 2–1       | –                 | 0–1 |
| США               | 1–0        | 0–0       | 2–1       | 1–1               | –   |

 Коста-Рика та  США кваліфікувались на чемпіонат світу 1990 року.
| 19 березня 1989 |

| Гватемала        | 1–0 | Коста-Рика |
| ---------------- | --- | ---------- |
| Чакон 39' (пен.) |     |            |

| Естадіо Матео Флорес, Гватемала Арбітр: Тоні Евангеліста (Канада) |

| 2 квітня 1989 |

| Коста-Рика              | 2–1 | Гватемала |
| ----------------------- | --- | --------- |
| Флорес 42' Коронадо 78' |     | Родас 51' |

| Національний стадіон, Сан-Хосе Арбітр: Джон Мічін (Канада) |

| 16 квітня 1989 |

| Коста-Рика | 1–0 | США |
| ---------- | --- | --- |
| Роден 14'  |     |     |

| Національний стадіон, Сан-Хосе Глядачів: 26,271 Арбітр: Хосе Антоніо Гарса (Мексика) |

| 30 квітня 1989 |

| США       | 1–0 | Коста-Рика |
| --------- | --- | ---------- |
| Рамос 72' |     |            |

| «Сент-Луїс Соккер Парк», Фентон Глядачів: 8,500 Арбітр: Родольфо Мендес (Гондурас) |

| 13 травня 1989 |

| США         | 1–1 | Тринідад і Тобаго |
| ----------- | --- | ----------------- |
| Тріттшу 48' |     | Чарльз 88'        |

| «Мердок», Торренс Глядачів: 10,000 Арбітр: Луїджі Аньйолін (Італія) |

| 28 травня 1989 |

| Тринідад і Тобаго | 1–1 | Коста-Рика |
| ----------------- | --- | ---------- |
| Джонс             |     | Коронадо   |

| Національний стадіон, Порт-оф-Спейн Арбітр: Едгардо Кодесаль (Мексика) |

| 11 червня 1989 |

| Коста-Рика | 1–0 | Тринідад і Тобаго |
| ---------- | --- | ----------------- |
| Каяссо 2'  |     |                   |

| Національний стадіон, Сан-Хосе Арбітр: Хосе Торрес Кадена (Колумбія) |

| 17 червня 1989 |

| США                   | 2–1 | Гватемала |
| --------------------- | --- | --------- |
| Мюррей 3' Ейхманн 67' |     | Чакон 22' |

| Стадіон ветеранів, Нью-Брітен Глядачів: 10,500 Арбітр: Гордон Ерроусміт (Канада) |

| 25 червня 1989 |

| Сальвадор              | 2–4 | Коста-Рика                             |
| ---------------------- | --- | -------------------------------------- |
| Родрігес 24' Рівас 63' |     | Каяссо 16' Hidalgo 46' Флорес 51', 75' |

| «Кускатлан», Сан-Сальвадор Глядачів: 40,000 Арбітр: Артуро Брісіо Картер (Мексика) |

| 16 липня 1989 |

| Коста-Рика    | 1–0 | Сальвадор |
| ------------- | --- | --------- |
| Фернандес 55' |     |           |

| Національний стадіон, Сан-Хосе Арбітр: Хорхе Орельяна Вімос (Еквадор) |

| 30 липня 1989 |

| Тринідад і Тобаго | 2–0 | Сальвадор |
| ----------------- | --- | --------- |
| Льюїс 50', 61'    |     |           |

| Національний стадіон, Порт-оф-Спейн Арбітр: Тоні Евангеліста (Канада) |

| 13 серпня 1989 |

| Сальвадор | 0–0 | Тринідад і Тобаго |
| --------- | --- | ----------------- |
|           |     |                   |

| Національний стадіон, Тегусігальпа Глядачів: 16,882 Арбітр: Гонсало Техада (Гондурас) |

| 20 серпня 1989 |

| Гватемала | 0–1 | Тринідад і Тобаго |
| --------- | --- | ----------------- |
|           |     | Джемерсон 57'     |

| Естадіон Матео Флорес, Гватемала Арбітр: Артуро Брісіо Картер (Мексика) |

| 3 вересня 1989 |

| Тринідад і Тобаго       | 2–1 | Гватемала |
| ----------------------- | --- | --------- |
| Джонс 10' Джемерсон 88' |     | Родас 6'  |

| Національний стадіон, Порт-оф-Спейн Арбітр: Орасіо Качай Діас (Перу) |

| 17 вересня 1989 |

| Сальвадор | 0–1 | США       |
| --------- | --- | --------- |
|           |     | Перес 61' |

| Національний стадіон, Тегусігальпа Глядачів: 3,700 Арбітр: Едгардо Кодесаль (Мексика) |

| 8 жовтня 1989 |

| Гватемала | 0–0 | США |
| --------- | --- | --- |
|           |     |     |

| Естадіон Матео Флорес, Гватемала Глядачів: 8,000 Арбітр: Еліас Хакоме (Еквадор) |

| 5 листопада 1989 |

| США | 0–0 | Сальвадор |
| --- | --- | --------- |
|     |     |           |

| «Сент-Луїс Соккер Парк», Фентон Глядачів: 8,500 Арбітр: Джон Мічін (Канада) |

| 19 листопада 1989 |

| Тринідад і Тобаго | 0–1 | США           |
| ----------------- | --- | ------------- |
|                   |     | Каліджурі 30' |

| Національний стадіон, Порт-оф-Спейн Глядачів: 35,000 Арбітр: Хуан Карлос Лоустау (Аргентина) |

| 19 листопада 1989 |

| Сальвадор | Не відбувся | Гватемала |
| --------- | ----------- | --------- |
|           |             |           |

| Гватемала |

| 21 листопада 1989 |

| Гватемала | Не відбувся | Сальвадор |
| --------- | ----------- | --------- |
|           |             |           |

| Гватемала |

| Чемпіон націй КОНКАКАФ 1989 |
| --------------------------- |
| Коста-Рика 3-й титул        |

## Найкращі бомбардири
2 голи
- Рауль Чакон
- Хуліо Родас
- Еварісто Коронадо
- Хуан Каяссо
- Леонідас Флорес
- Леонсон Льюїс
- Керрі Джемерсон
- Філіберт Джонс